# Enzo Vecciarelli
Enzo Vecciarelli (Colleferro, 13 maggio 1957) è un generale italiano, è stato Capo di Stato Maggiore della Difesa dal 6 novembre 2018 al 5 novembre 2021.

## Biografia
È sposato e ha due figli.

### Istruzione e formazione
Ha frequentato l’Accademia Aeronautica - con il Corso Rostro II (anni 1975-79), ed è laureato in Scienze Aeronautiche presso l’Università Federico II di Napoli e in Scienze Internazionali e Diplomatiche presso l’Università degli Studi di Trieste.
Ha conseguito il brevetto di pilota presso la Base Aerea di Laughlin (Texas) e la qualifica di Fighter Pilot presso la Base Aerea di Holloman (New Mexico). Ha inoltre frequentato i Corsi Normale e Superiore della Scuola di Guerra Aerea di Firenze, l’Air War College presso l’Air University alla base aerea Maxwell (Alabama), il Defence Resource Management Course presso il Naval Postgraduate College di Monterey (California) e il SERA (Session Européenne des Responsables d’Armement) presso il Centre des hautes études de l'Armement - École Militaire di Parigi.

### Attività militare
Pilota “Caccia Intercettore”, ha trascorso un lungo periodo della sua carriera a Grosseto dove, dal 1981, anno di assegnazione, ha svolto tutti gli incarichi operativi, fino a essere Comandante del 9º Gruppo caccia nel 1991 e Comandante del 4º Stormo dal 1999 al 2002, conseguendo complessivamente oltre 2.600 ore di volo, di cui più di 2.000 sul velivolo F104 Starfighter.
Dal 1993 al 1999 è stato impiegato presso il 1º Reparto dello Stato Maggiore Aeronautica, inizialmente quale Capo Sezione Impiego Personale Dirigente e successivamente quale Capo Ufficio Ordinamento. Ha inoltre svolto attività dirigenziale presso lo Stato Maggiore del Comando Logistico, dove ha ricoperto, tra il 2002 e il 2004, gli incarichi di Capo Ufficio Pianificazione Generale, Capo Ufficio Operazioni e Vice Capo di Stato Maggiore.
Nel 2003 ha comandato il primo contingente aeronautico in Iraq presso la Base Aerea di Tallil (Nassiriya). Nel periodo 2004-2007, ha svolto l’incarico di Vice Capo del III Reparto - Politica degli Armamenti - presso il Segretariato Generale della Difesa e impiegato, al contempo, quale Rappresentante Nazionale presso i più importanti organismi europei quali l’EDA (European Defence Agency), l’OCCAR (Organizzazione Congiunta per la Cooperazione in Materia di Armamenti) e la LOI (Letter of Intent) deputati allo sviluppo di una politica e alla riorganizzazione dell’Industria della Difesa Europea.
Dal 2007 al 2010 ha svolto l’incarico di Addetto per la Difesa e l’Aeronautica presso l’Ambasciata d’Italia a Berlino, con accreditamento secondario per i Paesi Bassi e la Danimarca.
Rientrato in Italia, nel 2010 ha prima ricoperto l’incarico di Comandante delle Forze Aeree di Combattimento e successivamente quello di Capo di Stato Maggiore del Comando della squadra aerea in concomitanza dell’avvio e della condotta delle operazioni internazionali “Odyssey Dawn” e “Unified Protector” in Libia.
Trasferito nuovamente presso il Segretariato Generale della Difesa/DNA, dal 2012 al 2015 ha svolto l’incarico di Direttore del IV Reparto Coordinamento dei Programmi d’Armamento con competenze nel campo dell’acquisizione e della modernizzazione dei sistemi e responsabilità nello sviluppo di programmi di cooperazione internazionale.
Da febbraio 2015 a marzo 2016 ha ricoperto la carica di Sottocapo di Stato Maggiore della Difesa.
Il 21 marzo 2016 è stato nominato Capo di Stato Maggiore dell'Aeronautica, assumendo l’incarico dal 30 marzo 2016 al 31 ottobre 2018.
Inoltre, il 22 dicembre 2017 è stato anche nominato membro del Collegio dell'Agenzia nazionale per la sicurezza del volo (ANSV).
Il 25 ottobre 2018 viene nominato dal Consiglio dei ministri quale nuovo Capo di Stato Maggiore della Difesa a decorrere dal 6 novembre 2018, con il generale Alberto Rosso nuovo Capo di Stato Maggiore dell'Aeronautica dal 31 ottobre precedente. Ha lasciato il suo incarico, ritirandosi dal servizio attivo, il 5 novembre 2021 venendo sostituito dall'ammiraglio Giuseppe Cavo Dragone.

## Onorificenze

### Onorificenze italiane
Esemplare figura di Comandante, il suo operato, improntato ad ammirevole perizia e senso di responsabilità, riceveva l'ammirazione delle autorità politiche e militari nazionali ed estere, contribuendo a innalzare il prestigio delle Forze Armate italiane e del Paese in ambito internazionale. Fulgido esempio di abnegazione al dovere e servizio alla Patria.